# Barrios Acapulco y Veracruz
Los barrios Acapulco y Veracruz son dos barrios que oficialmente forman parte de la comuna Josefina (departamento Castellanos, en la provincia de Santa Fe, Argentina), aunque distan 10 km de la misma. Forman parte del aglomerado urbano San Francisco-Frontera.

## Historia
Entre 1970 y 1975 fue aprobado por la Dirección General de Catastro de la provincia de Santa Fe, un loteo con el desconocimiento de la comuna de Josefina, surgieron así estos dos barrios que oficialmente forman parte de dicha localidad aunque distan 10 km de la misma. Actualmente hay una delegación del gobierno de Josefina.
Acapulco y Veracruz forman parte del conglomerado urbano de San Francisco - Frontera, de más de 74 000 habitantes.
Actualmente cuenta con un jardín y dos escuelas: jardín N.º 154, primaria N.º 1264 Malvinas Argentinas y la EESO N.º 526 Paulo Freire.

## Población
Cuenta con 1790 habitantes (Indec, 2010), lo que representa un incremento del 28,6 % frente a los 1319 habitantes (Indec, 2001) del censo anterior.

Vale aclarar que en el censo de 1991, fue incluida en Frontera.

Junto con la ciudad de Frontera alcanzaban los 12 310 habitantes (Indec, 2010).

Si se le suma la población de San Francisco en la provincia de Córdoba, con la cual forman el aglomerado San Francisco - Frontera, estas localidades alcanzaban los 74 060 habitantes (Indec, 2010).

| Gráfica de evolución demográfica de Barrios Acapulco y Veracruz entre 1991 y 2010 |
|                                                                                   |
| Fuente: censos nacionales del INDEC                                               |

## Enlaces
- Municipalidad de Josefina

- Datos: Q5721151